# Kalinine
Kalinine (ukr. Калініне, ros. Калинино) — wieś w rejonie krasnohwardijskim w Republice Autonomicznej Krymu na Ukrainie.